# Autorité parentale en France
Pour les articles homonymes, voir Autorité (homonymie).
L'autorité parentale en droit français est un ensemble de droits et de devoirs que les parents ont à l'égard de leur enfant. En 1970, l'autorité parentale a remplacé en droit français la « puissance paternelle » qui assurait l'exclusivité de l'autorité du père sur les enfants (l'autorité du mari sur la femme s'appelait « puissance maritale »). L'autorité paternelle continue d'exister dans de nombreux pays.  
L'autorité parentale consacre l'égalité des pouvoirs et devoirs du père et de la mère dans l'éducation des enfants. Ces droits et devoirs ont pour finalité l'intérêt supérieur de l'enfant, notion introduite en 1989 par la Convention internationale des droits de l’enfant (CIDE). Deux articles du Code civil définissent l'autorité parentale. D'une part, l’article 371-1 dispose que l’autorité parentale appartient au père et à la mère et vise à protéger l'enfant dans sa sécurité, sa santé et sa moralité. D'autre part, l'article 373-2 énonce que la séparation des parents est sans incidence sur les règles de dévolution de l’exercice de l’autorité parentale.  
Les deux parents exercent ces droits de manière égalitaire, quel que soit le mode de résidence de l’enfant et son temps de présence auprès de chacun de ses deux parents.  

## Historique
L'autorité parentale si elle semble naturelle dans nos sociétés actuelles n'est qu'une création récente et elle est absente de nombreux systèmes juridiques actuels.

### Disparition de la puissance paternelle
En France, depuis l'instauration du Code civil (dit aussi Code Napoléon), en 1804, sous l'égide de Jean-Jacques-Régis de Cambacérès, l'épouse avait dans la famille un rang différent de la situation actuelle. En effet, la femme était considérée mineure, elle n'avait donc pas le droit de prendre par elle-même des décisions la concernant, et encore moins des décisions relatives aux enfants, subordonnée donc au « chef de famille ».
Cette notion de « chef de famille » dévolue au mari disparaît du Code civil français en 1970 : la loi dispose que désormais « les deux époux assurent ensemble la direction morale et matérielle de la famille » : l'autorité parentale remplace la puissance paternelle. Toutefois, cette égalité entre les époux ne concerne pas alors les domaines fiscal et social, dans lesquels le mari a encore un rôle de chef de famille au-dessus de son épouse.
Les lois relatives à l'autorité parentale, depuis 1970, sont :
- la loi du 4 juin 1970 relative à l’autorité parentale[2] ;
- la loi du 22 juillet 1987[3], dite « Malhuret », a supprimé la notion de « garde de l'enfant » en distribuant les attributs de la garde entre deux notions : la « résidence habituelle » de l'enfant et l'« exercice de l'autorité parentale » ;
- la loi du 8 janvier 1993[4] ;
- la loi 5 juillet 1996[5] ;
- la loi du 4 mars 2002[6].

Toutefois, l'autorité paternelle continue d'exister dans de nombreux pays.

### État actuel: vers l'égalité des époux dans leurs relations aux enfants
Dans l'état du droit actuel, l'autorité parentale appartient au père et à la mère « en commun ». Aucune notion d'une quelconque supériorité de l'un des parents n'est posée.
Par ailleurs, lorsque les parents vivent séparés ou divorcés se pose la question du lieu de résidence des enfants. La possibilité de résidence alternée (de durée égale chez chacun des parents) a été introduite dans le droit français par la loi du 4 mars 2002 relative à l'autorité parentale,. Elle permet aux deux parents d'exercer l'autorité parentale de façon effective au quotidien. Toutefois ce mode de garde reste minoritaire, bien qu''il soit de plus en plus plébiscité par les pères.

## Définition et principes
L'autorité parentale, quand elle est reconnue, ne devient jamais pour autant un droit absolu et illimité : elle associe d'une part des pouvoirs ou capacités juridiques (autorité), d'autre part des devoirs ou obligations, organisés par la notion juridique de Droits de l'Enfant. Elle concerne notamment l’organisation de la vie de l'enfant (scolaire, sportive, culturelle, vacances, soins médicaux), les échanges avec chacun des parents dans le respect du cadre de vie de chacun, et les échanges avec les autres membres de la famille (grands-parents) et de l'environnement social.
L'autorité parentale est définie en France par le titre IX du premier livre du code civil (articles 372 à 387). Elle est définie par l'article 371-1 comme « un ensemble de droits et de devoirs ayant pour finalité l'intérêt de l'enfant ».
La notion d'intérêt supérieur de l'enfant, traduite par le code civil en intérêt de l'enfant, apparaît dans les articles 371-1, 371-4, 371-5 (principes généraux de l'autorité parentale), 373-2, 373-2-1 (séparation des parents), 373-2-7 et 373-2-9 (intervention du juge aux affaires familiales), 373-3 (intervention des tiers), 375-1 (assistance éducative). Il n’existe pas de définition précise de l'intérêt (supérieur) de l'enfant, en France comme au niveau international, ni de consensus autour son contenu; cette notion demeure généralement entendue de manière très large comme la prise en compte de la personne et du point de vue de l’enfant dans toutes les décisions qui peuvent le concerner, qu’elles émanent d’États, d’institutions publiques ou privées, de tribunaux ou d’administrations,.

## Exercice de l'autorité parentale

### L'exercice en commun
En principe, l'autorité parentale appartient au père et à la mère « en commun ». À l'égard des tiers de bonne foi, le parent qui agit seul est présumé agir avec l'accord du second à propos des actes usuel. Les juges considèrent que pour les décisions les plus importantes guidant la vie de l’enfant (inscription dans un établissement scolaire, choix des études, éducation religieuse, décisions relatives à la santé de l’enfant, sorties du territoire national...), les deux parents doivent être associés et en accord.
Par exception, quand la filiation n'est pas établie à l'égard de l'un des parents depuis 1 an, l'autorité parentale est exercée seule. Seul une décision conjointe des 2 parents, ou une décision du juge permet alors d'établir l'autorité parentale pour le second parent.
En cas de décès, le parent survivant conserve l’autorité parentale. Si les deux parents décèdent, une tutelle est ouverte et le conseil de famille ainsi que le tuteur sont investis de cette autorité. Le ou les tuteurs pourront être désigné par le conseil de famille ou le dernier parent survivant dans son testament.

### L'exercice en cas de séparation
Le divorce en effet, ne fait pas disparaître l'autorité parentale,. Le juge aux affaires familiales statuant sur les modalités du divorce statue également sur l'exercice de l'autorité parentale quand les parents n'ont pas conclu une convention ou que celle-ci ne préserve pas assez l'intérêt de l'enfant. Le juge peut également accorder provisoirement la jouissance du logement familial pour le parent ayant la charge de l'enfant.
Chacun des parents doit maintenir des relations personnelles avec l'enfant et ne pas empêcher l'autre parent de préserver ce lien.
Les parents doivent fixer la résidence de l'enfant. Le parent qui ne vit pas avec l'enfant doit quand même contribuer à l'entretien de ce dernier par le versement d'une pension alimentaire.
De façon exceptionnelle, si le juge estime que l'intérêt supérieur de l'enfant le commande, l'exercice de l'autorité parentale peut être confier à un seul des parents. Le parent dépourvu de cet exercice dispose d'un droit de visite et d'hébergement sauf motif grave. Par ailleurs, il dispose également d'un droit et devoir de surveillance de l'entretien et de l'éducation de son enfant.
En cas de décès du parent ayant le seul exercice de l'autorité parentale, le juge peut décider de transférer celle-ci à une autre personne que le parents survivant ayant été privé de l'exercice.
Le juge peut également fixer les modalités de remise de l'enfant quand il existe un climat conflictuel entre les parents. Ainsi il peut prévoir qu'elle se déroule dans un lieu « neutre » ou avec la supervision d'un tiers de confiance.
Le terme garde est encore souvent utilisé pour englober les responsabilités parentales, mais, pour préserver l'autorité parentale et les responsabilités des deux parents[pas clair], ce terme a été rendu obsolète par la loi du 22 juillet 1987.

### La délégation
La délégation de l'autorité parentale correspond au transfert d'une partie ou de la totalité de cette dernière. Elle ne peut être consentie par les parents que « lorsque les circonstances l'exigent » ou imposée par le juge en cas de « désintérêt », ou quand un parent est dans l'incapacité d'exercer son autorité, ou enfin quand un parent a commis un crime sur l'autre ayant entraîné sa mort.

#### La délégation volontaire
En cas de délégation volontaire, le délégataire peut être un membre de la famille, un proche digne de confiance, un établissement agréé, ou le service départemental de l'aide sociale à l'enfance.
C'est le juge aux affaires familiales du lieu où demeure le mineur qui est compétent.
La délégation prend fin à la suite d'un nouveau jugement justifié par des circonstances nouvelles. Les parents ont la charge de frais que le délégataire a engagés pour subvenir aux besoins de l'enfant s'ils récupèrent sa garde.

#### La délégation imposée
La délégation imposée intervient quand le délégataire ou le ministère public, avec l'accord du délégataire, souhaite demander une délégation totale ou partielle de l'autorité parentale à la suite d'un désintérêt manifeste des parents, ou s'ils sont dans l'impossible d'exercer l'autorité, ou si l'un est poursuivi ou condamné pour un crime commis sur l'autre parent et ayant entrainé sa mort. Ce dernier motif résulte de la loi du 28 décembre 2019 visant à agir contre les violences au sein de la famille.
C'est le jugement du juge aux affaires familiales qui vaut délégation. Ce jugement peut prévoir que le père ou la mère partageront l'autorité parentale avec le tiers délégataire pour les besoins de l'éducation de l'enfant si les deux parents y consentent.

### Limitations à l'autorité parentale

#### Contrôle de l'autorité parentale
En France, le principe est qu'un seul parent peut très bien exercer l'autorité parentale seul, sans contrôle.  
Toutefois les législations actuelles, notamment dans les pays occidentaux, sont de plus en plus protectrices pour les enfants[réf. nécessaire]. Il s'est instauré peu à peu des procédures de contrôle de l'autorité parentale qui peuvent être mise en œuvre lorsque les parents ne sont pas à même de s'occuper seuls de leurs enfants. Des mesures peuvent être prises par les tribunaux allant d'un soutien aux parents, jusqu'à la suppression totale de l'autorité parentale :  
- l'assistance éducative ;
- la délégation ;
- l'enfant confié à un tiers : là encore, il s'agit d'une mesure provisoire qui ne prive pas les parents de l'autorité parentale mais qui vise à confier l'enfant à une personne qui assurera pendant un temps son éducation et sa surveillance. Le tiers est plutôt responsable de sa vie quotidienne mais les parents conservent quant à eux le droit de prendre les grandes décisions relatives à l'enfant.

Ainsi, les mauvais traitements sur l'enfant peuvent conduire à un retrait de l'autorité parentale, celle-ci peut être partielle ou totale (dans ce cas, possibilité d'adoption des enfants par une autre famille).

#### Retrait partiel de l'autorité parentale
Le retrait de l'autorité parentale peut être partiel. Il s'explique par la volonté de faire primer l'intérêt supérieur de l'enfant.
La juridiction prononçant le retrait partiel de l'autorité parentale devra, si le parent non destitué décède ou s'il perd à son tour l'autorité parentale, désigner un tiers ayant la charge de l'enfant ou le confier à l'aide sociale pour l'enfance.

#### Déclaration judiciaire de délaissement parental
La déclaration de délaissement parental correspond à l'ancienne notion d'abandon instituée par la loi du 14 mars 2016 relative à la protection de l'enfant. 
Elle intervient quand les parents n'entretiennent plus, de façon volontaire, de relations nécessaires à l'éducation et le développement de leur enfant. Le délaissement peut concerner un seul des parents, comme les deux mais alors il faut apprécier individuellement le caractère de délaissement. 
Le tribunal judiciaire déclarant le délaissement confie l'enfant à la personne, l'établissement ou l'aide sociale à l'enfance qui l'a recueilli. Le jugement opère délégation de l'exercice de l'autorité parentale.
La déclaration de délaissement permet à l'enfant de devenir pupille de l'État. L'enfant devient donc adoptable et les parents ne peuvent s'y opposer.

## Cessation
L'autorité parentale cesse à la majorité ou à l'émancipation de l'enfant. Elle peut également cesser avant ce terme :
- si l'un des parents est « hors d'état de manifester sa volonté, en raison de son incapacité, de son absence ou de toute autre cause »[37] ;
- ou si une autorité judiciaire décide de retirer l'autorité parentale[38].

### Perte de l'autorité parentale
La perte de l'autorité parentale, et non de son exercice, entraîne en principe le retrait pour l'un ou les deux parents de tous les droits et obligations à l'égard de l'enfant. Il s'agit d'une mesure qui peut être provisoire ou, plus rarement, définitive : l'intérêt de l'enfant guide le choix du juge. La perte peut être totale ou partielle. Elle peut être prononcée par un juge dans les cas suivants, :
- lorsque le ou les parents ont été condamnés pour un délit grave ou un crime commis sur la personne de leur enfant ou de l'autre parent. Cette décision n'est pas considérée par le juge comme un complément de peine, mais comme une mesure de protection de l'enfant ;
- lorsque le ou les parents ont été condamnés comme coauteur ou complice d'un délit grave ou un crime commis par leur enfant ;
- lorsque, en dehors de toute sanction pénale le ou les parents mettent manifestement en danger la sécurité, la santé ou la moralité de l'enfant :
  - soit par de mauvais traitements,
  - soit par une consommation habituelle et excessive de boissons alcooliques ou un usage de stupéfiants,
  - soit par une inconduite notoire ou des comportements délictueux,
  - soit par un défaut de soins ou un manque de direction ;
- lorsque le ou les parents n'ont plus de contact (même épistolaire[réf. nécessaire]) avec l'enfant depuis plus de deux ans, alors que cet enfant est placé sous assistance éducative.

Le retrait de l'autorité parentale s'articule autour des articles 378, 378-1 et jusqu'à 381 du code civil.
Le parent s'ayant vu perdre son autorité parentale peut saisir le juge pour la retrouver.
La juridiction prononçant le retrait total de l'autorité parentale devra, si le parent non destitué décède ou s'il perd à son tour l'autorité parentale, désigner un tiers ayant la charge de l'enfant ou le confier à l'aide sociale pour l'enfance.

### Retrait de l'exercice de l'autorité parentale
Le retrait de « l'exercice » de l'autorité parentale est une nouvelle mesure prévue depuis le 30 décembre 2019. Le juge pénal peut ordonner le retrait de cet exercice du fait de fautes graves commises par l'un des parents envers l'enfant, ou en tant que complice de l'enfant ou envers l'autre parent dans le cadre de violences conjugales par exemple.
Le juge devra, si le parent non destitué décède ou s'il perd à son tour l'autorité parentale, désigner un tiers ayant la charge de l'enfant ou le confier à l'aide sociale pour l'enfance.
Cette mesure de protection, et non sanction, concerne également les grands-parents permettant de faire échec au droit de maintenir des relations personnelles avec l'enfant.

### Suspension de l'exercice de l'autorité parentale
Depuis la loi du 30 décembre 2019 visant à agir contre les violences au sein de la famille, le parent poursuivi ou condamné, même non définitivement, pour un crime commis sur l'autre parent se voit suspendre de plein droit son exercice de l'autorité parentale et ses droits de visite et d'hébergement.
Cette suspension de plein droit vaut jusqu'à la décision du juge et pour une durée maximale de six mois. Le procureur de la République doit alors saisir le juge aux affaires familiales dans un délai de huit jours.